# Mistrovství světa v ledním hokeji do 18 let 2018
20. Mistrovství světa v ledním hokeji do 18 let 2018 se konalo v ruských městech Čeljabinsk a Magnitogorsk. Probíhalo od 19. dubna 2018 do 29. dubna 2018. Vítězem se stal tým Finska, který ve finále porazil výběr USA. Juniorské mistrovství světa se na území Ruska uskutečnilo již počtvrté (předchozí MS se zde konalo v roce 2013).

## Hrací formát turnaje
Na tomto turnaji se hraje dle stejného formátu jako v minulosti. Čtyři nejlepší týmy z každé skupiny postoupí do čtvrtfinále, zatímco poslední týmy obou skupin budou hrát o udržení v elitní skupině (bude se hrát dva vítězné zápasy) a horší z týmů sestoupí.
V základní skupině je vítězství v řádné hrací době za tři body. V případě nerozhodného stavu si týmy připíší jeden bod a budou hrát v prodloužení o bod druhý. Pokud se nerozhodne ani v prodloužení rozhodne se v samostatných nájezdech.
Ani v play-off se nic nezmění, v případě vyrovnaného stavu i po šedesáti minutách se bude prodlužovat, případně proběhnou trestná střílení. Vítěz zápasu postupuje dále.
| Magnitogorsk                             | Čeljabinsk                                  |
| Arena Metalurg Kapacita: 7 800 14 zápasů | Traktor Ice Arena Kapacita: 7 517 16 zápasů |
| ---------------------------------------- | ------------------------------------------- |
| \| \|                                    |                                             |
|                                          |                                             |

## Rozhodčí
Turnaj řídilo 22 rozhodčích, z toho 12 hlavních a 10 čárových.
| Hlavní rozhodčí   | Čárový rozhodčí      |
| ----------------- | -------------------- |
| Jonathan Alarie   | Maxime Chaput        |
| Kenneth Anderson  | Daniel Hynek         |
| Geoffrey Barcelo  | Balazs Kovacs        |
| Christoffer Holm  | Jan-Christian Müller |
| Benjamin Hoppe    | Lauri Nikulainen     |
| Ken Mollard       | Tobias Nordlander    |
| Denis Naumov      | Charlie O'Connor     |
| Kristijan Nikolic | Ulrich Pardatscher   |
| Daniel Pražák     | Nikita Shalagin      |
| Peter Stano       | Dmitry Shishlo       |
| Kristian Vikman   |                      |
| Milan Zrnič       |                      |

## Základní skupiny
|  | Tým postupující do čtvrtfinále |
|  | Tým bude hrát o udržení        |

### Skupina A

#### Tabulka
| Poř. | Tým       | Z | V | VP | PP | P | GV | GI | +/- | B  |
| ---- | --------- | - | - | -- | -- | - | -- | -- | --- | -- |
| 1.   | Kanada    | 4 | 3 | 1  | 0  | 0 | 22 | 9  | +13 | 11 |
| 2.   | Švédsko   | 4 | 3 | 0  | 1  | 0 | 12 | 8  | +4  | 10 |
| 3.   | USA       | 4 | 2 | 0  | 0  | 2 | 21 | 14 | +7  | 6  |
| 4.   | Bělorusko | 4 | 1 | 0  | 0  | 3 | 11 | 24 | −13 | 3  |
| 5.   | Švýcarsko | 4 | 0 | 0  | 0  | 4 | 10 | 21 | −11 | 0  |

#### Zápasy
| 19. duben 2018 15:30 | Švédsko | 3:1 (1:0, 2:1, 0:0) | Švýcarsko | Arena Metallurg Návštěvnost: 2 920 |  |

| report                                                                    |                                                                           |                 |                              |                                                                                   |
| Olof Lindbom                                                              | Olof Lindbom                                                              | Brankáři        | Luca Hollenstein             | Rozhodčí: Daniel Pražák Kristian Vikman Čároví: Lauri Nikulainen Charlie O'Connor |
| 15:39 - Berggren 30:00 - Berggren (Gustafsson) 31:46 - Berggren (Boqvist) | 15:39 - Berggren 30:00 - Berggren (Gustafsson) 31:46 - Berggren (Boqvist) | 1:0 2:0 2:1 3:1 | 30:59 - Sopa (Wetter, Gross) | Rozhodčí: Daniel Pražák Kristian Vikman Čároví: Lauri Nikulainen Charlie O'Connor |
| 20 min                                                                    | 20 min                                                                    | Tresty          | 6 min                        | Rozhodčí: Daniel Pražák Kristian Vikman Čároví: Lauri Nikulainen Charlie O'Connor |
| 33                                                                        | 33                                                                        | Střely          | 22                           | Rozhodčí: Daniel Pražák Kristian Vikman Čároví: Lauri Nikulainen Charlie O'Connor |

| 19.4.2018 19:30 | Kanada | 6:4 (1:1, 3:1, 2:2) | USA | Arena Metallurg Návštěvnost: 7 405 |  |

| report | |                                         | |                                                                                      |
| Colten Ellis | Colten Ellis | Brankáři                                | Drew DeRidder | Rozhodčí: Geoffrey Barcelo Denis Naumov Čároví: Jan-Christian Müller Nikita Shalagin |
| 15:59 - Lafrenière (Dellandrea) 26:11 - Foudy 30:14 - Bahl (Noel, Hillis)) 38:04 - Lavoie (McShane) 51:07 - Lavoie (Foudy, McIsaac) 59:41 - Thomas (Bahl) | 15:59 - Lafrenière (Dellandrea) 26:11 - Foudy 30:14 - Bahl (Noel, Hillis)) 38:04 - Lavoie (McShane) 51:07 - Lavoie (Foudy, McIsaac) 59:41 - Thomas (Bahl) | 0:1 1:1 1:2 2:2 3:2 4:2 4:3 4:4 5:4 6:4 | 04:56 - Farabee (Caufield, Wise) 24:14 - Wahlstrom (Gruden, Hughes) (PH1) 46:40 - Wahlstrom (York, Hughes) (PH1) 49:35 - Hughes (Gruden) | Rozhodčí: Geoffrey Barcelo Denis Naumov Čároví: Jan-Christian Müller Nikita Shalagin |
| 10 min | 10 min | Tresty                                  | 12 min | Rozhodčí: Geoffrey Barcelo Denis Naumov Čároví: Jan-Christian Müller Nikita Shalagin |
| 25 | 25 | Střely                                  | 35 | Rozhodčí: Geoffrey Barcelo Denis Naumov Čároví: Jan-Christian Müller Nikita Shalagin |

| 20. duben 2018 15:30 | Švýcarsko | 5:8 (1:3, 4:3, 0:2) | USA | Arena Metallurg Návštěvnost: 3 017 |  |

| report | |                                                     | |                                                                                   |
| Akira Schmid | Akira Schmid | Brankáři                                            | Spencer Knight | Rozhodčí: Kristijan Nikolic Peter Stano Čároví: Daniel Hynek Jan-Christian Müller |
| 06:02 - Mettler (Sopa, Wetter) 20:58 - Mettler (Sopa, Wetter) 28:19 - Kohler (Nussbaumer) 28:48 - Villa (Vouillamoz, Verboon) 34:38 - Patry (Mettler, Wetter) | 06:02 - Mettler (Sopa, Wetter) 20:58 - Mettler (Sopa, Wetter) 28:19 - Kohler (Nussbaumer) 28:48 - Villa (Vouillamoz, Verboon) 34:38 - Patry (Mettler, Wetter) | 0:1 0:2 0:3 1:3 2:3 2:4 3:4 4:4 5:4 5:5 5:6 5:7 5:8 | 02:54 - Hughes (Gruden) 03:35 - Janicke (Pivonka, Miller) 04:50 – Turcotte (M. Samuelsson, Emberson) 27:22 - Farabee (York) 36:04 - Wahlstrom (Hughes, York) (PH1) 38:25 - Hughes (Wahlstrom) 45:35 - Weiss (York, Stastney) 46:49 - M. Samuelsson (Turcotte, Knight) | Rozhodčí: Kristijan Nikolic Peter Stano Čároví: Daniel Hynek Jan-Christian Müller |
| 8 min | 8 min | Tresty                                              | 10 min | Rozhodčí: Kristijan Nikolic Peter Stano Čároví: Daniel Hynek Jan-Christian Müller |
| 19 | 19 | Střely                                              | 57 | Rozhodčí: Kristijan Nikolic Peter Stano Čároví: Daniel Hynek Jan-Christian Müller |

| 20.4.2018 19:30 | Kanada | 8:3 (5:2, 1:0, 2:1) | Bělorusko | Arena Metallurg Návštěvnost: 6 818 |  |

| report | |                                             |                                                                                  |                                                                                   |
| Colten Ellis | Colten Ellis | Brankáři                                    | Nikita Tolopilo Daniil Veremeichik                                               | Rozhodčí: Daniel Pražák Kristian Vikman Čároví: Lauri Nikulainen Charlie O'Connor |
| 01:19 - McBain (Noel) 02:03 - Lavoie (Wouters) 03:00 - Lafrenière (Thomas, Byram) 12:01 - McIsaac (Hillis, McShane) 12:48 - Noel (Veleno, McBain) 36:49 - Foudy (McShane, Robertson) 44:44 - Noel (Veleno, McBain) 50:16 - Dellandrea (Lafrenière) (VO1) | 01:19 - McBain (Noel) 02:03 - Lavoie (Wouters) 03:00 - Lafrenière (Thomas, Byram) 12:01 - McIsaac (Hillis, McShane) 12:48 - Noel (Veleno, McBain) 36:49 - Foudy (McShane, Robertson) 44:44 - Noel (Veleno, McBain) 50:16 - Dellandrea (Lafrenière) (VO1) | 1:0 1:1 2:1 3:1 3:2 4:2 5:2 6:2 6:3 7:3 8:3 | 01:45 - Usov (Shkrabov) 06:48 - Protas (Kazyanin) 40:29 - Masilevich (Pyshkailo) | Rozhodčí: Daniel Pražák Kristian Vikman Čároví: Lauri Nikulainen Charlie O'Connor |
| 6 min | 6 min | Tresty                                      | 10 min                                                                           | Rozhodčí: Daniel Pražák Kristian Vikman Čároví: Lauri Nikulainen Charlie O'Connor |
| 28 | 28 | Střely                                      | 27                                                                               | Rozhodčí: Daniel Pražák Kristian Vikman Čároví: Lauri Nikulainen Charlie O'Connor |

| 21. duben 2018 15:30 | Bělorusko | 3:4 (1:0, 1:2, 1:2) | Švédsko | Arena Metallurg Návštěvnost: 4 691 |  |

| report                                                                                          |                                                                                                 |                             | |                                                                              |
| Nikita Tolopilo                                                                                 | Nikita Tolopilo                                                                                 | Brankáři                    | Jesper Eliasson | Rozhodčí: Geoffrey Barcelo Denis Naumov Čároví: Daniel Hynek Nikita Shalagin |
| 15:23 - Alistrov (Barkovski, Protas) 22:27 -Borshyov (Masilevich) (PH1) 58:05 - Oksentyuk (PH1) | 15:23 - Alistrov (Barkovski, Protas) 22:27 -Borshyov (Masilevich) (PH1) 58:05 - Oksentyuk (PH1) | 1:0 1:1 2:1 2:2 2:3 2:4 3:4 | 22:18 - Wernblom (Bäck, Berggren) (PH2) 34:12 - Boqvist (Pasic, Eliasson) 51:21 - Pasic (Boqvist, Gustafsson) (PH1) 52:41 - Gustafsson (Boqvist, Berggren) (PH1) | Rozhodčí: Geoffrey Barcelo Denis Naumov Čároví: Daniel Hynek Nikita Shalagin |
| 22 min                                                                                          | 22 min                                                                                          | Tresty                      | 12 min | Rozhodčí: Geoffrey Barcelo Denis Naumov Čároví: Daniel Hynek Nikita Shalagin |
| 26                                                                                              | 26                                                                                              | Střely                      | 43 | Rozhodčí: Geoffrey Barcelo Denis Naumov Čároví: Daniel Hynek Nikita Shalagin |

| 22.4.2018 15:30 | USA | 1:3 (1:1, 0:0, 0:2) | Švédsko | Arena Metallurg Návštěvnost: 5 715 |  |

| report                                    |                                           |                 | |                                                                              |
| Spencer Knight                            | Spencer Knight                            | Brankáři        | Olof Lindbom                                                                                       | Rozhodčí: Ken Mollard Kristijan Nikolic Čároví: Daniel Hynek Nikita Shalagin |
| 02:25 - Wahlstrom (Hughes, Farabee) (PH1) | 02:25 - Wahlstrom (Hughes, Farabee) (PH1) | 1:0 1:1 1:2 1:3 | 10:51 - Lilja (Wernblom, Bäck) (PH1) 58:26 - Wernblom (Johansson, Ginning) 59:56 - Wernblom (Bäck) | Rozhodčí: Ken Mollard Kristijan Nikolic Čároví: Daniel Hynek Nikita Shalagin |
| 22 min                                    | 22 min                                    | Tresty          | 10 min                                                                                             | Rozhodčí: Ken Mollard Kristijan Nikolic Čároví: Daniel Hynek Nikita Shalagin |
| 37                                        | 37                                        | Střely          | 41                                                                                                 | Rozhodčí: Ken Mollard Kristijan Nikolic Čároví: Daniel Hynek Nikita Shalagin |

| 22. duben 2018 19:30 | Švýcarsko | 0:5 (0:1, 0:3, 0:1) | Kanada | Arena Metallurg Návštěvnost: 7 354 |  |

| report       |              |                     | |                                                                                 |
| Akira Schmid | Akira Schmid | Brankáři            | Olivier Rodrigue | Rozhodčí: Geoffrey Barcelo Milan Zrnič Čároví: Tobias Nordlander Dmitry Shishlo |
|              |              | 0:1 0:2 0:3 0:4 0:5 | 04:44 - Lafrenière (Noel, Dellandrea) 26:24 - Dudas (McShane) (VO1) 33:11 - McShane (Foudy, Tychonick) (PH1) 37:46 - Wouters (Robertson, Bahl) 55:32 - Lavoie (Noel, Merkley) (PH1) | Rozhodčí: Geoffrey Barcelo Milan Zrnič Čároví: Tobias Nordlander Dmitry Shishlo |
| 26 min       | 26 min       | Tresty              | 12 min | Rozhodčí: Geoffrey Barcelo Milan Zrnič Čároví: Tobias Nordlander Dmitry Shishlo |
| 17           | 17           | Střely              | 39 | Rozhodčí: Geoffrey Barcelo Milan Zrnič Čároví: Tobias Nordlander Dmitry Shishlo |

| 23.4.2018 15:30 | Bělorusko | 5:4 (0:2, 2:0, 3:2) | Švýcarsko | Arena Metallurg Návštěvnost: 3 090 |  |

| report | |                                     | |                                                                                    |
| Nikita Tolopilo | Nikita Tolopilo | Brankáři                            | Luca Hollenstein | Rozhodčí: Christoffer Holm Milan Zrnič Čároví: Jan-Christian Müller Dmitry Shishlo |
| 27:00 - Kazyanin (Alistrov) 30:02 - Kolyachonok (Kazyanin, Alistrov) 44:56 - Azhgirei (Alistrov, Protas) 58:44 - Levshunov (Kazyanin, Alistrov) 59:48 - Alistrov (Kazyanin, Kolyachonok) | 27:00 - Kazyanin (Alistrov) 30:02 - Kolyachonok (Kazyanin, Alistrov) 44:56 - Azhgirei (Alistrov, Protas) 58:44 - Levshunov (Kazyanin, Alistrov) 59:48 - Alistrov (Kazyanin, Kolyachonok) | 0:1 0:2 1:2 2:2 3:2 3:3 3:4 4:4 5:4 | 12:37 - Nussbaumer (Mettler, Tanner) (PH1) 16:38 - Gross (De Nisco, Barbei) 48:20 - Patry (Nussbaumer, Tanner) (PH1) 49:06 - Henauer (Verboon) | Rozhodčí: Christoffer Holm Milan Zrnič Čároví: Jan-Christian Müller Dmitry Shishlo |
| 4 min | 4 min | Tresty                              | 4 min | Rozhodčí: Christoffer Holm Milan Zrnič Čároví: Jan-Christian Müller Dmitry Shishlo |
| 33 | 33 | Střely                              | 24 | Rozhodčí: Christoffer Holm Milan Zrnič Čároví: Jan-Christian Müller Dmitry Shishlo |

| 24. duben 2018 15:30 | USA | 8:0 (2:0, 5:0, 1:0) | Bělorusko | Arena Metallurg Návštěvnost: 4 876 |  |

| report | |                                 |                                    |                                                                               |
| Drew DeRidder | Drew DeRidder | Brankáři                        | Kirill Andreyev Daniil Veremeichik | Rozhodčí: Jonathan Alarie Ken Mollard Čároví: Tobias Nordlander Maxime Chaput |
| 02:19 - Turcotte (Gruden, Caufield) (PH1) 16:57 - Miller (York) 22:13 - Wahlstrom (Hughes, Farabee) 24:26 - Caufield (Wise, York) 26:16 - Farabee (Hughes, Emberson) 33:13 - Caufield (PH1) 39:02 - Hain (Giles, Turcotte) 53:39 - Caufield (Turcotte) | 02:19 - Turcotte (Gruden, Caufield) (PH1) 16:57 - Miller (York) 22:13 - Wahlstrom (Hughes, Farabee) 24:26 - Caufield (Wise, York) 26:16 - Farabee (Hughes, Emberson) 33:13 - Caufield (PH1) 39:02 - Hain (Giles, Turcotte) 53:39 - Caufield (Turcotte) | 1:0 2:0 3:0 4:0 5:0 6:0 7:0 8:0 |                                    | Rozhodčí: Jonathan Alarie Ken Mollard Čároví: Tobias Nordlander Maxime Chaput |
| 10 min | 10 min | Tresty                          | 10 min                             | Rozhodčí: Jonathan Alarie Ken Mollard Čároví: Tobias Nordlander Maxime Chaput |
| 43 | 43 | Střely                          | 13                                 | Rozhodčí: Jonathan Alarie Ken Mollard Čároví: Tobias Nordlander Maxime Chaput |

| 24.4.2018 19:30 | Švédsko | 2:3 PP (1:1, 0:1, 1:0 - 0:1) | Kanada | Arena Metallurg Návštěvnost: 7 273 |  |

| report                                                               |                                                                      |                     | |                                                                                      |
| Olof Lindbom                                                         | Olof Lindbom                                                         | Brankáři            | Olivier Rodrigue | Rozhodčí: Kenneth Anderson Benjamin Hoppe Čároví: Balazs Kovacs Jan-Christian Müller |
| 10:27 - Boqvist (Fagemo, Olofsson) 58:26 - Boqvist (Lundkvist) (PH1) | 10:27 - Boqvist (Fagemo, Olofsson) 58:26 - Boqvist (Lundkvist) (PH1) | 1:0 1:1 1:2 2:2 2:3 | 26:39 - Lavoie (McIsaac, Dellandrea) 48:15 - Wouters (Lafrenière, Merkley) 62:27 - Lafrenière (Merkley, Veleno) (PH1) | Rozhodčí: Kenneth Anderson Benjamin Hoppe Čároví: Balazs Kovacs Jan-Christian Müller |
| 16 min                                                               | 16 min                                                               | Tresty              | 12 min | Rozhodčí: Kenneth Anderson Benjamin Hoppe Čároví: Balazs Kovacs Jan-Christian Müller |
| 31                                                                   | 31                                                                   | Střely              | 40 | Rozhodčí: Kenneth Anderson Benjamin Hoppe Čároví: Balazs Kovacs Jan-Christian Müller |

### Skupina B

#### Tabulka
| Poř. | Tým       | Z | V | VP | PP | P | GV | GI | +/- | B  |
| ---- | --------- | - | - | -- | -- | - | -- | -- | --- | -- |
| 1.   | Finsko    | 4 | 4 | 0  | 0  | 0 | 21 | 8  | +13 | 12 |
| 2.   | Rusko     | 4 | 2 | 1  | 0  | 1 | 20 | 13 | +7  | 8  |
| 3.   | Slovensko | 4 | 2 | 0  | 1  | 1 | 19 | 14 | +5  | 7  |
| 4.   | Česko     | 4 | 1 | 0  | 0  | 3 | 15 | 14 | +1  | 3  |
| 5.   | Francie   | 4 | 0 | 0  | 0  | 4 | 4  | 30 | −26 | 0  |

#### Zápasy
| 19. duben 2018 15:30 | Slovensko | 2:5 (0:1, 2:2, 0:2) | Finsko | Traktor Ice Arena Návštěvnost: 1 217 |  |

| report                                                                      |                                                                             |                             | |                                                                            |
| Samuel Hlavaj                                                               | Samuel Hlavaj                                                               | Brankáři                    | Justus Annunen | Rozhodčí: Jonathan Alarie Ken Mollard Čároví: Maxime Chaput Dmitry Shishlo |
| 32:19 - Okuliar (Čajkovič, Kováčik) 36:02 -Čajkovič (Kňažko, Kováčik) (PH1) | 32:19 - Okuliar (Čajkovič, Kováčik) 36:02 -Čajkovič (Kňažko, Kováčik) (PH1) | 0:1 0:2 1:2 2:2 2:3 2:4 2:5 | 01:50 - Aaltonen (Nevasaari, Lundell) 30:23 - Nordgren (Lundell, Tanus) (PH1) 39:08 - Lundell (Tanus, Utunen) (PH1) 55:18 - Utunen (Lundell, Tanus) (PH1) 59:32 - Kotkaniemi (Nordgren) | Rozhodčí: Jonathan Alarie Ken Mollard Čároví: Maxime Chaput Dmitry Shishlo |
| 14 min                                                                      | 14 min                                                                      | Tresty                      | 10 min | Rozhodčí: Jonathan Alarie Ken Mollard Čároví: Maxime Chaput Dmitry Shishlo |
| 21                                                                          | 21                                                                          | Střely                      | 37 | Rozhodčí: Jonathan Alarie Ken Mollard Čároví: Maxime Chaput Dmitry Shishlo |

| 19.4.2018 19:30 | Rusko | 7:1 (4:0, 2:0, 1:1) | Francie | Traktor Ice Arena Návštěvnost: 6 771 |  |

| report | |                                 |                                        |                                                                                     |
| Amir Miftakhov | Amir Miftakhov | Brankáři                        | Valentin Duquenne                      | Rozhodčí: Kenneth Anderson Christoffer Holm Čároví: Balazs Kovacs Tobias Nordlander |
| 06:06 - Kizimov (Zhabreyev, Romanov) (PH1) 08:09 - Iskhakov (Marchenko, Morozov) 13:28 - Zamula (Podkolzin, Mikhailov) 13:52 - Marchenko (Galenyuk) 33:01 - Mikhailov (Podkolzin, Okhotyuk 34:05 - Zavgorodny (Galenyuk, Zhuravlyov) 47:31 - Morozov (Marchenko) (VO1) | 06:06 - Kizimov (Zhabreyev, Romanov) (PH1) 08:09 - Iskhakov (Marchenko, Morozov) 13:28 - Zamula (Podkolzin, Mikhailov) 13:52 - Marchenko (Galenyuk) 33:01 - Mikhailov (Podkolzin, Okhotyuk 34:05 - Zavgorodny (Galenyuk, Zhuravlyov) 47:31 - Morozov (Marchenko) (VO1) | 1:0 2:0 3:0 4:0 5:0 6:0 7:0 7:1 | 58:05 - Dubé (Bruche, Quattrone) (PH1) | Rozhodčí: Kenneth Anderson Christoffer Holm Čároví: Balazs Kovacs Tobias Nordlander |
| 10 min | 10 min | Tresty                          | 16 min                                 | Rozhodčí: Kenneth Anderson Christoffer Holm Čároví: Balazs Kovacs Tobias Nordlander |
| 56 | 56 | Střely                          | 14                                     | Rozhodčí: Kenneth Anderson Christoffer Holm Čároví: Balazs Kovacs Tobias Nordlander |

| 20. duben 2018 15:30 | Francie | 0:7 (0:0, 0:3, 0:4) | Finsko | Traktor Ice Arena Návštěvnost: 2 170 |  |

| report            |                   |                             | |                                                                                |
| Valentin Duquenne | Valentin Duquenne | Brankáři                    | Jere Huhtamaa | Rozhodčí: Benjamin Hoppe Milan Zrnič Čároví: Ulrich Pardatscher Dmitry Shishlo |
|                   |                   | 0:1 0:2 0:3 0:4 0:5 0:6 0:7 | 31:17 - Kakko 35:02 - Petman (Kakko, Salmela) 39:31 - Hirvonen (Moilanen, Petman) 47:54 - Lundell (Honka, Nevasaari) 48:16 - Kakko (Kotkaniemi, Nordgren) 51:51 - Petman (Thomson, Hirvonen) 56:43 - Nordgren (Thomson) | Rozhodčí: Benjamin Hoppe Milan Zrnič Čároví: Ulrich Pardatscher Dmitry Shishlo |
| 6 min             | 6 min             | Tresty                      | 10 min | Rozhodčí: Benjamin Hoppe Milan Zrnič Čároví: Ulrich Pardatscher Dmitry Shishlo |
| 10                | 10                | Střely                      | 51 | Rozhodčí: Benjamin Hoppe Milan Zrnič Čároví: Ulrich Pardatscher Dmitry Shishlo |

| 20.4.2018 19:30 | Slovensko | 5:2 (4:1, 1:1, 0:0) | Česko | Traktor Ice Arena Návštěvnost: 3 580 |  |

| report | |                             |                                                                    |                                                                                     |
| Samuel Vyletelka | Samuel Vyletelka | Brankáři                    | Lukáš Dostál Daniel Dvořák                                         | Rozhodčí: Kenneth Anderson Christoffer Holm Čároví: Balazs Kovacs Tobias Nordlander |
| 04:20 - Mrázik (PH1) 06:33 - Mrázik (Dlugoš, Turan) (PP) 13:03 - Džugan (Čajkovič, Čederle) (VO1) 14:12 - Čajkovič (Bučko) 32:30 - Okuliar (Čajkovič) | 04:20 - Mrázik (PH1) 06:33 - Mrázik (Dlugoš, Turan) (PP) 13:03 - Džugan (Čajkovič, Čederle) (VO1) 14:12 - Čajkovič (Bučko) 32:30 - Okuliar (Čajkovič) | 1:0 2:0 2:1 3:1 4:1 4:2 5:2 | 08:34 - Lauko (Klejna) 31:51 - Plášek (Zábranský, Střondala) (PH1) | Rozhodčí: Kenneth Anderson Christoffer Holm Čároví: Balazs Kovacs Tobias Nordlander |
| 18 min | 18 min | Tresty                      | 37 min                                                             | Rozhodčí: Kenneth Anderson Christoffer Holm Čároví: Balazs Kovacs Tobias Nordlander |
| 31 | 31 | Střely                      | 40                                                                 | Rozhodčí: Kenneth Anderson Christoffer Holm Čároví: Balazs Kovacs Tobias Nordlander |

| 21. duben 2018 15:30 | Česko | 2:3 (1:0, 0:1, 1:2) | Rusko | Traktor Ice Arena Návštěvnost: 7 498 |  |

| report                                                                          |                                                                                 |                     | |                                                                                   |
| Lukáš Dostál                                                                    | Lukáš Dostál                                                                    | Brankáři            | Lukáš Dostál | Rozhodčí: Jonathan Alarie Benjamin Hoppe Čároví: Maxime Chaput Ulrich Pardatscher |
| 17:11 - Lauko (Pekař, Kvasnica) (PH1) 58:10 - Střondala (Gajarský, Jeník) (PH1) | 17:11 - Lauko (Pekař, Kvasnica) (PH1) 58:10 - Střondala (Gajarský, Jeník) (PH1) | 1:0 1:1 1:2 1:3 2:3 | 35:26 - Morozov (Zhuravlyov, Zhabreyev) (PH1) 49:20 - Podkolzin (Mikhailov, Spiridonov) 52:22 - Dorofeyev (Zamula, Zhilyakov) | Rozhodčí: Jonathan Alarie Benjamin Hoppe Čároví: Maxime Chaput Ulrich Pardatscher |
| 10 min                                                                          | 10 min                                                                          | Tresty              | 26 min | Rozhodčí: Jonathan Alarie Benjamin Hoppe Čároví: Maxime Chaput Ulrich Pardatscher |
| 23                                                                              | 23                                                                              | Střely              | 37 | Rozhodčí: Jonathan Alarie Benjamin Hoppe Čároví: Maxime Chaput Ulrich Pardatscher |

| 22.4.2018 15:30 | Finsko | 5:4 (2:2, 1:2, 2:0) | Rusko | Traktor Ice Arena Návštěvnost: 7 496 |  |

| report | |                                     | |                                                                            |
| Justus Annunen | Justus Annunen | Brankáři                            | Amir Miftakhov | Rozhodčí: Daniel Pražák Peter Stano Čároví: Balazs Kovacs Charlie O'Connor |
| 04:52 - Nordgren (Kotkaniemi, Kakko) 11:29 - Tanus (Honka, Ranta) 39:51 - Ranta (Nevasaari, Kotkaniemi) (PH1) 47:20 - Seppälä (Tanus) 52:55 - Nordgren (Kokkonen, Kotkaniemi) | 04:52 - Nordgren (Kotkaniemi, Kakko) 11:29 - Tanus (Honka, Ranta) 39:51 - Ranta (Nevasaari, Kotkaniemi) (PH1) 47:20 - Seppälä (Tanus) 52:55 - Nordgren (Kokkonen, Kotkaniemi) | 1:0 1:1 1:2 2:2 2:3 2:4 3:4 4:4 5:4 | 06:09 - Zhabreyev (Zhuravlyov, Dorofeyev) 08:12 - Marchenko (Zhuravlyov, Miftakhov) (PH1) 35:54 - Morozov (Zhuravlyov, Zhabreyev) (PH1) 36:55 - Dorofeyev (Marchenko) | Rozhodčí: Daniel Pražák Peter Stano Čároví: Balazs Kovacs Charlie O'Connor |
| 10 min | 10 min | Tresty                              | 10 min | Rozhodčí: Daniel Pražák Peter Stano Čároví: Balazs Kovacs Charlie O'Connor |
| 34 | 34 | Střely                              | 21 | Rozhodčí: Daniel Pražák Peter Stano Čároví: Balazs Kovacs Charlie O'Connor |

| 22. duben 2018 19:30 | Francie | 1:7 (1:2, 0:3, 0:2) | Slovensko | Traktor Ice Arena Návštěvnost: 4 590 |  |

| report                          |                                 |                                 | |                                                                                 |
| Valentin Duquenne Adrien Vazzaz | Valentin Duquenne Adrien Vazzaz | Brankáři                        | Samuel Vyletelka | Rozhodčí: Benjamin Hoppe Jonathan Alarie Čároví: Maxime Chaput Lauri Nikulainen |
| 15:04 - Gallet (Schmitt) (PH1)  | 15:04 - Gallet (Schmitt) (PH1)  | 0:1 1:1 1:2 1:3 1:4 1:5 1:6 1:7 | 11:23 - Kňažko (Čajkovič, Kováčik) 15:40 - Čajkovič (Okuliar) 21:01 - Okuliar (Čajkovič, Kováčik) (PH1) 30:10 - Kňažko (Kováčik, Okuliar) (PP) 36:53 - Paulíny (Kováčik, Čajkovič) 41:00 - Okuliar (Čajkovič, Ilenčík) | Rozhodčí: Benjamin Hoppe Jonathan Alarie Čároví: Maxime Chaput Lauri Nikulainen |
| 8 min                           | 8 min                           | Tresty                          | 10 min | Rozhodčí: Benjamin Hoppe Jonathan Alarie Čároví: Maxime Chaput Lauri Nikulainen |
| 26                              | 26                              | Střely                          | 41 | Rozhodčí: Benjamin Hoppe Jonathan Alarie Čároví: Maxime Chaput Lauri Nikulainen |

| 22.4.2018 15:30 | Česko | 9:2 (1:1, 3:1, 5:0) | Francie | Traktor Ice Arena Návštěvnost: 3 781 |  |

| report | |                                             |                                                             |                                                                                   |
| Lukáš Dostál | Lukáš Dostál | Brankáři                                    | Valentin Duquenne Adrien Vazzaz                             | Rozhodčí: Kristian Vikman Peter Stano Čároví: Lauri Nikulainen Ulrich Pardatscher |
| 07:26 - Střondala (Klejna, Plášek) 27:45 - Plášek (Zábranský, Jeník) (PH1) 31:11 - Plášek (Střondala) 39:35 - Pekař (Blümel, Lauko) 42:09 - Kvasnica (Lauko, Pekař) 43:14 - Gajarský (Jeník, Doktor) 47:04 - Blümel (Čajka, Teplý) 48:13 - Kvasnica (Lauko) 54:27 - Pytlík (Teplý, Jeník) | 07:26 - Střondala (Klejna, Plášek) 27:45 - Plášek (Zábranský, Jeník) (PH1) 31:11 - Plášek (Střondala) 39:35 - Pekař (Blümel, Lauko) 42:09 - Kvasnica (Lauko, Pekař) 43:14 - Gajarský (Jeník, Doktor) 47:04 - Blümel (Čajka, Teplý) 48:13 - Kvasnica (Lauko) 54:27 - Pytlík (Teplý, Jeník) | 1:0 1:1 1:2 2:2 3:2 4:2 5:2 6:2 7:2 8:2 9:2 | 18:26 - Dair (Fabre, Bruche) (PH1) 26:14 - Dubé (Quattrone) | Rozhodčí: Kristian Vikman Peter Stano Čároví: Lauri Nikulainen Ulrich Pardatscher |
| 12 min | 12 min | Tresty                                      | 10 min                                                      | Rozhodčí: Kristian Vikman Peter Stano Čároví: Lauri Nikulainen Ulrich Pardatscher |
| 47 | 47 | Střely                                      | 19                                                          | Rozhodčí: Kristian Vikman Peter Stano Čároví: Lauri Nikulainen Ulrich Pardatscher |

| 24. duben 2018 15:30 | Finsko | 4:2 (0:0, 4:0, 0:2) | Česko | Traktor Ice Arena Návštěvnost: 4 620 |  |

| report                                                                                                   | |                         |                                                                        |                                                                                  |
| Justus Annunen                                                                                           | Justus Annunen                                                                                           | Brankáři                | Daniel Dvořák                                                          | Rozhodčí: Geoffrey Barcelo Denis Naumov Čároví: Charlie O'Connor Nikita Shalagin |
| 20:35 - Nordgren (Kakko) 21:11 - Kupari 29:56 - Kotkaniemi (Kakko) 37:03 - Nordgren (Kakko, Tanus) (PH2) | 20:35 - Nordgren (Kakko) 21:11 - Kupari 29:56 - Kotkaniemi (Kakko) 37:03 - Nordgren (Kakko, Tanus) (PH2) | 1:0 2:0 3:0 4:0 4:1 4:2 | 46:02 - Lauko (Zábranský, Haš) (PH1) 57:44 - Střondala (Klejna, Jeník) | Rozhodčí: Geoffrey Barcelo Denis Naumov Čároví: Charlie O'Connor Nikita Shalagin |
| 39 min                                                                                                   | 39 min                                                                                                   | Tresty                  | 12 min                                                                 | Rozhodčí: Geoffrey Barcelo Denis Naumov Čároví: Charlie O'Connor Nikita Shalagin |
| 33 | 33 | Střely                  | 22                                                                     | Rozhodčí: Geoffrey Barcelo Denis Naumov Čároví: Charlie O'Connor Nikita Shalagin |

| 24.4.2018 19:30 | Rusko | 6:5 SN (1:3, 3:1, 1:1 - 0:0) | Slovensko | Traktor Ice Arena Návštěvnost: 7 367 |  |

| report | |                                             | |                                                                                   |
| Amir Miftakhov Daniil Isayev | Amir Miftakhov Daniil Isayev | Brankáři                                    | Samuel Vyletelka | Rozhodčí: Daniel Pražák Kristijan Nikolic Čároví: Daniel Hynek Ulrich Pardatscher |
| 17:00 - Marchenko (Romanov, Okhotyuk) 32:01 - Misyul (Malyshev, Dorofeyev) (PH1) 33:32 - Romanov (Kizimov, Sorkin) 34:00 - Podkolzin (Morozov) 52:36 - Iskhakov (Sorkin, Spiridonov) 65:00 - Kizimov (rozhodující nájezd) | 17:00 - Marchenko (Romanov, Okhotyuk) 32:01 - Misyul (Malyshev, Dorofeyev) (PH1) 33:32 - Romanov (Kizimov, Sorkin) 34:00 - Podkolzin (Morozov) 52:36 - Iskhakov (Sorkin, Spiridonov) 65:00 - Kizimov (rozhodující nájezd) | 0:1 0:2 0:3 1:3 1:4 2:4 3:4 4:4 4:5 5:5 6:5 | 13:27 - Čajkovič (Ilenčík, Okuliar) (PH2) 15:00 - Dlugoš (Sojka, Mrázik) (PH1) 15:22 - Bučko (Tkáč) 28:59 - Tkáč (Paulíny) 47:50 - Mrázik (Dlugoš, Džugan) (PH1) | Rozhodčí: Daniel Pražák Kristijan Nikolic Čároví: Daniel Hynek Ulrich Pardatscher |
| 10 min | 10 min | Tresty                                      | 12 min | Rozhodčí: Daniel Pražák Kristijan Nikolic Čároví: Daniel Hynek Ulrich Pardatscher |
| 45 | 45 | Střely                                      | 27 | Rozhodčí: Daniel Pražák Kristijan Nikolic Čároví: Daniel Hynek Ulrich Pardatscher |

## O udržení
- Série na dva vítězné zápasy.

| 26.4.2018 11:30 | Švýcarsko | 5:2 (1:1, 4:0, 0:1) | Francie | Arena Metallurg Návštěvnost: 3 086 |  |

| report | |                             |                                                             |                                                                               |
| Luca Hollenstein | Luca Hollenstein | Brankáři                    | Valentin Duquenne                                           | Rozhodčí: Benjamin Hoppe Peter Stano Čároví: Charlie O'Connor Nikita Shalagin |
| 02:40 - Kohler (Gross, Nussbaumer) (PH1) 23:35 - Tanner (Patry, Kohler) (PH1) 28:29 - Barandun (Sopa, Mettler) 31:58 - Patry 39:10 - Sopa (Mettler, Wetter) (PH1) | 02:40 - Kohler (Gross, Nussbaumer) (PH1) 23:35 - Tanner (Patry, Kohler) (PH1) 28:29 - Barandun (Sopa, Mettler) 31:58 - Patry 39:10 - Sopa (Mettler, Wetter) (PH1) | 1:0 1:1 2:1 3:1 4:1 5:1 5:2 | 03:50 - Quattrone (Rousseau, Bruche) 47:12 -Allais (Leroux) | Rozhodčí: Benjamin Hoppe Peter Stano Čároví: Charlie O'Connor Nikita Shalagin |
| 10 min | 10 min | Tresty                      | 12 min                                                      | Rozhodčí: Benjamin Hoppe Peter Stano Čároví: Charlie O'Connor Nikita Shalagin |
| 39 | 39 | Střely                      | 22                                                          | Rozhodčí: Benjamin Hoppe Peter Stano Čároví: Charlie O'Connor Nikita Shalagin |

| 28. duben 2018 13:30 | Francie | 0:6 (0:2, 0:2, 0:2) | Švýcarsko | Arena Metallurg Návštěvnost: 4 650 |  |

| report            |                   |                         | |                                                                                   |
| Valentin Duquenne | Valentin Duquenne | Brankáři                | Luca Hollenstein | Rozhodčí: Denis Naumov Kristian Vikman Čároví: Valentin Duquenne Luca Hollenstein |
|                   |                   | 0:1 0:2 0:3 0:4 0:5 0:6 | 14:08 - Wetter (Mettler, Sopa) (PH1) 15:32 - Kohler (Barandun, Gross) 21:47 - Weibel (Barandun, Hollenstein) 27:38 - Kohler (Patry) 42:46 - Kohler (Barandun, Weibel) 50:00 - De Nisco (Kohler) | Rozhodčí: Denis Naumov Kristian Vikman Čároví: Valentin Duquenne Luca Hollenstein |
| 34 min            | 34 min            | Tresty                  | 16 min | Rozhodčí: Denis Naumov Kristian Vikman Čároví: Valentin Duquenne Luca Hollenstein |
| 19                | 19                | Střely                  | 40 | Rozhodčí: Denis Naumov Kristian Vikman Čároví: Valentin Duquenne Luca Hollenstein |

## Play off

### Pavouk
|  | Čtvrtfinále 1 |               |               |  |      |              |              |              |  |               |               |               |   |
|  | A1            | Finsko        | 5             |  |      |              |              |              |  |               |               |               |   |
|  | B4            | Bělorusko     | 2             |  |      | Semifinále 1 | Semifinále 1 | Semifinále 1 |  |               |               |               |   |
|  |               |               |               |  |      | ČTF1         | Finsko       | 2            |  |               |               |               |   |
|  | Čtvrtfinále 2 | Čtvrtfinále 2 | Čtvrtfinále 2 |  | ČTF2 | Švédsko      | 0            |              |  |               |               |               |   |
|  | B2            | Švédsko       | 6             |  |      |              |              |              |  |               |               |               |   |
|  | A3            | Slovensko     | 1             |  |      |              |              |              |  | Finále        | Finále        | Finále        |   |
|  |               |               |               |  |      |              |              |              |  |               | VSF2          | Finsko        | 3 |
|  | Čtvrtfinále 3 | Čtvrtfinále 3 | Čtvrtfinále 3 |  |      |              |              |              |  |               | VSF1          | USA           | 2 |
|  | B1            | Rusko         | 1             |  |      |              |              |              |  |               |               |               |   |
|  | A4            | USA           | 5             |  |      | Semifinále 2 | Semifinále 2 | Semifinále 2 |  | Zápas o bronz | Zápas o bronz | Zápas o bronz |   |
|  |               |               |               |  |      | ČTF3         | USA          | 4            |  | PSF2          | Švédsko       | 5             |   |
|  | Čtvrtfinále 4 | Čtvrtfinále 4 | Čtvrtfinále 4 |  | ČTF4 | Česko        | 1            |              |  | PSF1          | Česko         | 2             |   |
|  | A2            | Kanada        | 1             |  |      |              |              |              |  |               |               |               |   |
|  | B3            | Česko         | 2             |  |      |              |              |              |  |               |               |               |   |

### Čtvrtfinále
| 26. duben 2018 15:30 | Finsko | 5:2 (3:0, 2:1, 0:1) | Bělorusko | Traktor Ice Arena Návštěvnost: 4 879 |  |

| report | |                             |                                                              |                                                                                        |
| Justus Annunen | Justus Annunen | Brankáři                    | Nikita Tolopilo                                              | Rozhodčí: Geoffrey Barcelo Kristijan Nikolic Čároví: Daniel Hynek Jan-Christian Müller |
| 02:40 - Aaltonen (Lundell, Tanus) (PH1) 10:27 - Kakko (Utunen, Kokkonen) 14:29 - Moilanen (Petman, Hirvonen) 27:39 - Nousiainen (Moilanen, Petman) 35:52 - Nordgren (PH2) | 02:40 - Aaltonen (Lundell, Tanus) (PH1) 10:27 - Kakko (Utunen, Kokkonen) 14:29 - Moilanen (Petman, Hirvonen) 27:39 - Nousiainen (Moilanen, Petman) 35:52 - Nordgren (PH2) | 1:0 2:0 3:0 3:1 4:1 5:1 5:2 | 21:53 - Alistrov (Protas, Kazyanin) 41:59 - Usov (Levshunov) | Rozhodčí: Geoffrey Barcelo Kristijan Nikolic Čároví: Daniel Hynek Jan-Christian Müller |
| 2 min | 2 min | Tresty                      | 14 min                                                       | Rozhodčí: Geoffrey Barcelo Kristijan Nikolic Čároví: Daniel Hynek Jan-Christian Müller |
| 39 | 39 | Střely                      | 18                                                           | Rozhodčí: Geoffrey Barcelo Kristijan Nikolic Čároví: Daniel Hynek Jan-Christian Müller |

| 26.4.2018 15:30 | Švédsko | 6:1 (1:0, 3:1, 2:0) | Slovensko | Arena Metallurg Návštěvnost: 4 460 |  |

| report | |                             |                                       |                                                                             |
| Olof Lindbom | Olof Lindbom | Brankáři                    | Samuel Vyletelka                      | Rozhodčí: Denis Naumov Milan Zrnič Čároví: Balazs Kovacs Ulrich Pardatscher |
| 05:20 - Westfält (Ginning, Nässén) 29:19 - Pasic (Lundkvist, Berggren) (PH1) 34:38 - Gustafsson (Berggren) (PH1) 39:58 - Berggren (Pasic) 45:16 - Wernblom 57:36 - Berggren (Olofsson) | 05:20 - Westfält (Ginning, Nässén) 29:19 - Pasic (Lundkvist, Berggren) (PH1) 34:38 - Gustafsson (Berggren) (PH1) 39:58 - Berggren (Pasic) 45:16 - Wernblom 57:36 - Berggren (Olofsson) | 1:0 2:0 3:0 3:1 4:1 5:1 6:1 | 37:37 - Dlugoš (Turan, Okuliar) (PH2) | Rozhodčí: Denis Naumov Milan Zrnič Čároví: Balazs Kovacs Ulrich Pardatscher |
| 8 min | 8 min | Tresty                      | 6 min                                 | Rozhodčí: Denis Naumov Milan Zrnič Čároví: Balazs Kovacs Ulrich Pardatscher |
| 42 | 42 | Střely                      | 26                                    | Rozhodčí: Denis Naumov Milan Zrnič Čároví: Balazs Kovacs Ulrich Pardatscher |

| 26. duben 2018 19:30 | Rusko | 1:5 (0:1, 1:0, 0:4) | USA | Traktor Ice Arena Návštěvnost: 7 499 |  |

| report           |                  |                         | |                                                                                    |
| Amir Miftakhov   | Amir Miftakhov   | Brankáři                | Spencer Knight | Rozhodčí: Jonathan Alarie Christoffer Holm Čároví: Maxime Chaput Tobias Nordlander |
| 22:26 - Iskhakov | 22:26 - Iskhakov | 0:1 1:1 1:2 1:3 1:4 1:5 | 08:47 - Caufield (Wise, Emberson) 52:55 - Farabee (Stastney) (SH) 57:22 - Wahlstrom (Hughes, Stastney) 58:43 - Wise 59:53 - Hughes | Rozhodčí: Jonathan Alarie Christoffer Holm Čároví: Maxime Chaput Tobias Nordlander |
| 2 min            | 2 min            | Tresty                  | 6 min | Rozhodčí: Jonathan Alarie Christoffer Holm Čároví: Maxime Chaput Tobias Nordlander |
| 17               | 17               | Střely                  | 41 | Rozhodčí: Jonathan Alarie Christoffer Holm Čároví: Maxime Chaput Tobias Nordlander |

| 26.4.2018 19:30 | Kanada | 1:2 (0:1, 0:0, 1:1) | Česko | Arena Metallurg Návštěvnost: 6 530 |  |

| report                                  |                                         |             |                                                             |                                                                               |
| Olivier Rodrigue                        | Olivier Rodrigue                        | Brankáři    | Lukáš Dostál                                                | Rozhodčí: Ken Mollard Kristian Vikman Čároví: Lauri Nikulainen Dmitry Shishlo |
| 53:19 - Dellandrea (McShane, Tychonick) | 53:19 - Dellandrea (McShane, Tychonick) | 0:1 0:2 1:2 | 11:30 - Blümel (Čajka, Pekař) 50:03 - Čajka (Pekař, Blümel) | Rozhodčí: Ken Mollard Kristian Vikman Čároví: Lauri Nikulainen Dmitry Shishlo |
| 14 min                                  | 14 min                                  | Tresty      | 8 min                                                       | Rozhodčí: Ken Mollard Kristian Vikman Čároví: Lauri Nikulainen Dmitry Shishlo |
| 34                                      | 34                                      | Střely      | 31                                                          | Rozhodčí: Ken Mollard Kristian Vikman Čároví: Lauri Nikulainen Dmitry Shishlo |

### Semifinále
| 28. duben 2018 15:30 | Finsko | 2:0 (2:0, 0:0, 0:0) | Švédsko | Traktor Ice Arena Návštěvnost: 6 052 |  |

| report                                                                        |                                                                               |          |              |                                                                             |
| Justus Annunen                                                                | Justus Annunen                                                                | Brankáři | Olof Lindbom | Rozhodčí: Kenneth Anderson Daniel Pražák Čároví: Daniel Hynek Balazs Kovacs |
| 07:46 - Hirvonen (Moilanen, Kokkonen) 17:19 - Kotkaniemi (Kakko, Honka) (PH1) | 07:46 - Hirvonen (Moilanen, Kokkonen) 17:19 - Kotkaniemi (Kakko, Honka) (PH1) | 1:0 2:0  |              | Rozhodčí: Kenneth Anderson Daniel Pražák Čároví: Daniel Hynek Balazs Kovacs |
| 6 min                                                                         | 6 min                                                                         | Tresty   | 8 min        | Rozhodčí: Kenneth Anderson Daniel Pražák Čároví: Daniel Hynek Balazs Kovacs |
| 31                                                                            | 31                                                                            | Střely   | 29           | Rozhodčí: Kenneth Anderson Daniel Pražák Čároví: Daniel Hynek Balazs Kovacs |

| 28.4.2018 19:30 | USA | 4:1 (1:0, 2:1, 1:0) | Česko | Traktor Ice Arena Návštěvnost: 6 459 |  |

| report | |                     |                                     |                                                                                     |
| Spencer Knight | Spencer Knight | Brankáři            | Lukáš Dostál                        | Rozhodčí: Jonathan Alarie Christoffer Holm Čároví: Tobias Nordlander Dmitry Shishlo |
| 03:37 - Hughes (Wahlstrom, Farabee) 21:04 - Wahlstrom (Farabee) 35:47 - Stastney (Wise, Miller) 42:48 - Weiss (Stastney) | 03:37 - Hughes (Wahlstrom, Farabee) 21:04 - Wahlstrom (Farabee) 35:47 - Stastney (Wise, Miller) 42:48 - Weiss (Stastney) | 1:0 2:0 2:1 3:1 4:1 | 30:54 - Zábranský (Kvasnica, Jeník) | Rozhodčí: Jonathan Alarie Christoffer Holm Čároví: Tobias Nordlander Dmitry Shishlo |
| 4 min | 4 min | Tresty              | 8 min                               | Rozhodčí: Jonathan Alarie Christoffer Holm Čároví: Tobias Nordlander Dmitry Shishlo |
| 47 | 47 | Střely              | 17                                  | Rozhodčí: Jonathan Alarie Christoffer Holm Čároví: Tobias Nordlander Dmitry Shishlo |

### O 3. místo
| 29.4.2018 15:30 | Švédsko | 5:2 (3:1, 1:1, 1:0) | Česko | Traktor Ice Arena Návštěvnost: 5 813 |  |

| report | |                             |                                                                        |                                                                                 |
| Olof Lindbom | Olof Lindbom | Brankáři                    | Daniel Dvořák                                                          | Rozhodčí: Jonathan Alarie Kenneth Anderson Čároví: Balazs Kovacs Dmitry Shishlo |
| 04:48 - Bäck (Ginning, Andersson) 08:17 - Pasic (Gustafsson, Berggren) (PH1) 16:17 - Westfält (Gustafsson, Pasic) (PH1) 30:57 - Johansson (Fagemo, Olofsson) (PH1) Ginning (Andersson, Gustafsson) | 04:48 - Bäck (Ginning, Andersson) 08:17 - Pasic (Gustafsson, Berggren) (PH1) 16:17 - Westfält (Gustafsson, Pasic) (PH1) 30:57 - Johansson (Fagemo, Olofsson) (PH1) Ginning (Andersson, Gustafsson) | 1:0 2:0 2:1 3:1 3:2 4:2 5:2 | 13:42 - Plášek (Zábranský, Haš) (PH1) 25:57 - Teplý (Kropáček, Pytlík) | Rozhodčí: Jonathan Alarie Kenneth Anderson Čároví: Balazs Kovacs Dmitry Shishlo |
| 14 min | 14 min | Tresty                      | 12 min                                                                 | Rozhodčí: Jonathan Alarie Kenneth Anderson Čároví: Balazs Kovacs Dmitry Shishlo |
| 38 | 38 | Střely                      | 40                                                                     | Rozhodčí: Jonathan Alarie Kenneth Anderson Čároví: Balazs Kovacs Dmitry Shishlo |

### Finále
| 29. duben 2018 19:30 | Finsko | 3:2 (2:1, 0:1, 1:0) | USA | Traktor Ice Arena Návštěvnost: 7 499 |  |

| report | |                     |                                                                  |                                                                             |
| Justus Annunen                                                                                                   | Justus Annunen                                                                                                   | Brankáři            | Spencer Knight                                                   | Rozhodčí: Peter Stano Daniel Pražák Čároví: Maxime Chaput Tobias Nordlander |
| 09:13 - Kupari (Honka, Kotkaniemi) (PH1) 12:33 - Kakko (Honka, Kupari) (PH1) 50:41 - Nordgren (Kotkaniemi) (VO1) | 09:13 - Kupari (Honka, Kotkaniemi) (PH1) 12:33 - Kakko (Honka, Kupari) (PH1) 50:41 - Nordgren (Kotkaniemi) (VO1) | 1:0 2:0 2:1 2:2 3:2 | 16:53 - Giles (Weiss, Emberson) 28:24 - Janicke (Pivonka, Weiss) | Rozhodčí: Peter Stano Daniel Pražák Čároví: Maxime Chaput Tobias Nordlander |
| 8 min | 8 min | Tresty              | 8 min                                                            | Rozhodčí: Peter Stano Daniel Pražák Čároví: Maxime Chaput Tobias Nordlander |
| 28 | 28 | Střely              | 28                                                               | Rozhodčí: Peter Stano Daniel Pražák Čároví: Maxime Chaput Tobias Nordlander |

### Konečné pořadí
| Poř.             | Tým       | Z | V | VP | PP | P | GV | GI | +/- | B  |
| ---------------- | --------- | - | - | -- | -- | - | -- | -- | --- | -- |
| Zlatá medaile    | Finsko    | 7 | 7 | 0  | 0  | 0 | 31 | 12 | +19 | 21 |
| Stříbrná medaile | USA       | 7 | 4 | 0  | 0  | 3 | 32 | 19 | +13 | 12 |
| Bronzová medaile | Švédsko   | 7 | 5 | 0  | 1  | 1 | 23 | 13 | +10 | 16 |
| 4.               | Česko     | 7 | 2 | 0  | 0  | 5 | 20 | 24 | -4  | 6  |
| 5.               | Kanada    | 5 | 3 | 1  | 0  | 1 | 23 | 11 | +12 | 11 |
| 6.               | Rusko     | 5 | 2 | 1  | 0  | 2 | 21 | 18 | +3  | 8  |
| 7.               | Slovensko | 5 | 2 | 0  | 1  | 2 | 20 | 20 | 0   | 7  |
| 8.               | Bělorusko | 5 | 1 | 0  | 0  | 4 | 13 | 29 | -16 | 3  |
| 9.               | Švýcarsko | 6 | 2 | 0  | 0  | 4 | 21 | 23 | -2  | 6  |
| 10.              | Francie   | 6 | 0 | 0  | 0  | 6 | 6  | 41 | -35 | 0  |

Statistiky
Kanadské bodování
Toto je pořadí hráčů podle dosažených bodů. Za jeden vstřelený gól nebo přihrávku na gól hráč získal jeden bod.
| Poř. | Hráč               | Záp. | G | A | Body | +/− | PTM |
| ---- | ------------------ | ---- | - | - | ---- | --- | --- |
| 1.   | Jack Hughes        | 7    | 5 | 7 | 12   | +3  | 2   |
| 2.   | Maxim Čajkovič     | 5    | 4 | 7 | 11   | +7  | 6   |
| 3.   | Niklas Nordgren    | 7    | 8 | 2 | 10   | +10 | 4   |
| 4.   | Jonatan Berggren   | 7    | 5 | 5 | 10   | +7  | 2   |
| 5.   | Kaapo Kakko        | 7    | 4 | 6 | 10   | +8  | 2   |
| 6.   | Oliver Wahlstrom   | 7    | 7 | 2 | 9    | +2  | 4   |
| 7.   | Jesperi Kotkaniemi | 7    | 3 | 6 | 9    | +9  | 37  |
| 8.   | Oliver Okuliar     | 5    | 4 | 4 | 8    | +5  | 6   |
| 9.   | Joel Farabee       | 7    | 4 | 4 | 8    | +1  | 6   |
| 10.  | Gilian Kohler      | 5    | 5 | 2 | 7    | +1  | 2   |

Záp. = Odehrané zápasy; G = Góly; A = Přihrávky na gól; Body = Body; +/− = Plus/Minus; PTM = Počet trestných minut
Hodnocení brankářů
Pořadí nejlepších pěti brankařů podle úspěšnosti zásahů v procentech. Brankář musel mít odehráno minimálně 40% hrací doby za svůj tým.
| Poř. | Hráč             | Čas (min/s) | OG | PZ  | ČK | Úsp%  | POG  |
| ---- | ---------------- | ----------- | -- | --- | -- | ----- | ---- |
| 1.   | Olivier Rodrigue | 180:57      | 4  | 79  | 1  | 94,94 | 1,33 |
| 2.   | Olof Lindbom     | 361:16      | 10 | 196 | 0  | 94,90 | 1,66 |
| 3.   | Justus Annunen   | 360:00      | 12 | 139 | 1  | 91,37 | 2,00 |
| 4.   | Luca Hollenstein | 237:58      | 10 | 107 | 1  | 90,65 | 2,52 |
| 5.   | Lukáš Dostál     | 251:18      | 14 | 148 | 0  | 90,54 | 3,34 |

Čas = Čas na ledě (minuty/sekundy); OG = Obdržené góly; PZ = Počet zásahů; ČK = Čistá konta; Úsp% = Procento úspěšných zásahů; POG = Průměr obdržených gólů na zápas
Nejlepší hráči podle direktoriátu IIHF
| Pozice  | Hráč         |
| ------- | ------------ |
| Brankář | Olof Lindbom |
| Obránce | Adam Boqvist |
| Útočník | Jack Hughes  |

All Stars
| Pozice              | Hráč             |
| ------------------- | ---------------- |
| Nejužitečnější hráč | Jack Hughes      |
| Brankář             | Olof Lindbom     |
| Levý obránce        | Cameron York     |
| Pravý obránce       | Anton Malyshev   |
| Levé křídlo         | Jack Hughes      |
| Střední útočník     | Oliver Wahlstrom |
| Pravé křídlo        | Niklas Nordgren  |

## 1. divize

### Skupina A
- Termín konání: 2. - 8. dubna 2018
- Místo konání: Riga  Lotyšsko

|  | Postup do elitní skupiny MS   |
|  | Sestup do skupiny B 1. divize |

| Tým        | Z | V | VP | PP | P | GV | GI | B  |
| ---------- | - | - | -- | -- | - | -- | -- | -- |
| Lotyšsko   | 5 | 5 | 0  | 0  | 0 | 14 | 4  | 15 |
| Německo    | 5 | 4 | 0  | 0  | 1 | 22 | 11 | 12 |
| Dánsko     | 5 | 2 | 0  | 0  | 3 | 14 | 19 | 6  |
| Kazachstán | 5 | 2 | 0  | 0  | 3 | 15 | 10 | 6  |
| Norsko     | 5 | 1 | 0  | 0  | 4 | 14 | 18 | 3  |
| Slovinsko  | 5 | 1 | 0  | 0  | 4 | 7  | 24 | 3  |

- V případě rovnosti bodů rozhodovaly vzájemné zápasy.

### Skupina B
- Termín konání: 14. - 20. dubna 2018
- Místo konání: Kyjev  Ukrajina

|  | Postup do skupiny A 1. divize |
|  | Sestup do skupiny A 2. divize |

| Tým      | Z | V | VP | PP | P | GV | GI | B  |
| -------- | - | - | -- | -- | - | -- | -- | -- |
| Ukrajina | 5 | 4 | 0  | 0  | 1 | 18 | 8  | 12 |
| Rakousko | 5 | 4 | 0  | 0  | 1 | 20 | 7  | 12 |
| Japonsko | 5 | 2 | 2  | 0  | 1 | 12 | 11 | 10 |
| Maďarsko | 5 | 2 | 0  | 1  | 2 | 14 | 11 | 7  |
| Itálie   | 5 | 1 | 0  | 1  | 3 | 11 | 13 | 4  |
| Rumunsko | 5 | 0 | 0  | 0  | 5 | 5  | 30 | 0  |

## 2. divize

### Skupina A
- Termín konání: 1. - 7. dubna 2018
- Místo konání: Tallinn  Estonsko

|  | Postup do skupiny B 1. divize |
|  | Sestup do skupiny B 2. divize |

| Tým            | Z | V | VP | PP | P | GV | GI | B  |
| -------------- | - | - | -- | -- | - | -- | -- | -- |
| Velká Británie | 5 | 4 | 0  | 0  | 1 | 26 | 15 | 12 |
| Litva          | 5 | 4 | 0  | 0  | 1 | 22 | 8  | 12 |
| Polsko         | 5 | 3 | 1  | 0  | 1 | 32 | 11 | 11 |
| Jižní Korea    | 5 | 2 | 0  | 0  | 3 | 12 | 14 | 6  |
| Estonsko       | 5 | 1 | 0  | 1  | 3 | 17 | 21 | 4  |
| Austrálie      | 5 | 0 | 0  | 0  | 5 | 4  | 44 | 0  |

### Skupina B
- Termín konání: 24. - 30. března 2018
- Místo konání: Záhřeb  Chorvatsko

|  | Postup do skupiny A 2. divize |
|  | Sestup do skupiny A 3. divize |

| Tým        | Z | V | VP | PP | P | GV | GI | B  |
| ---------- | - | - | -- | -- | - | -- | -- | -- |
| Španělsko  | 5 | 4 | 1  | 0  | 0 | 27 | 13 | 14 |
| Chorvatsko | 5 | 2 | 1  | 0  | 2 | 13 | 12 | 8  |
| Srbsko     | 5 | 2 | 0  | 2  | 1 | 16 | 11 | 8  |
| Nizozemsko | 5 | 1 | 2  | 0  | 2 | 18 | 18 | 7  |
| Čína       | 5 | 2 | 0  | 1  | 2 | 16 | 19 | 7  |
| Island     | 5 | 0 | 0  | 1  | 4 | 9  | 26 | 1  |

## 3. divize

### Skupina A
- Termín konání: 26. března - 1. dubna 2018
- Místo konání: Erzurum  Turecko

|  | Postup do skupiny B 2. divize                                                      |
|  | Sestup do skupiny B 3. divize (v závislosti na uspořádání divizí v dalším ročníku) |

| Tým       | Z | V | VP | PP | P | GV | GI | B  |
| --------- | - | - | -- | -- | - | -- | -- | -- |
| Belgie    | 5 | 4 | 0  | 0  | 1 | 35 | 8  | 12 |
| Mexiko    | 5 | 3 | 1  | 0  | 1 | 17 | 12 | 11 |
| Bulharsko | 5 | 2 | 0  | 1  | 2 | 17 | 19 | 7  |
| Izrael    | 5 | 1 | 1  | 1  | 2 | 12 | 13 | 6  |
| Turecko   | 5 | 2 | 0  | 0  | 3 | 11 | 14 | 6  |
| Tchaj-wan | 5 | 0 | 1  | 1  | 3 | 16 | 42 | 3  |

### Skupina B
- Termín konání: 26. - 28. dubna 2018
- Místo konání: Queenstown  Nový Zéland

|  | Postup do skupiny A 3. divize |

| Tým         | Z | V | VP | PP | P | GV | GI | B |
| ----------- | - | - | -- | -- | - | -- | -- | - |
| Nový Zéland | 2 | 2 | 0  | 0  | 0 | 12 | 6  | 6 |
| Hongkong    | 2 | 1 | 0  | 0  | 1 | 9  | 10 | 3 |
| JAR         | 2 | 0 | 0  | 0  | 2 | 3  | 8  | 0 |